# 第二代米尔福德男爵沃根·菲利普斯
沃根·菲利普斯，第二代米尔福德男爵（英語：Wogan Philipps, 2nd Baron Milford；1902年2月25日—1993年11月30日）是英国的一个贵族和共产主义政治人物。

## 生平
1902年，沃根·菲利普斯作为劳伦斯·菲利普斯，第二代米尔福德男爵的长子出生。年轻时，他尝试成为一名艺术家，并在巴黎开设了一件工作室，但鲜有成就。西班牙内战爆发后，他放弃工作，加入赴西班牙医疗援助队，作为一名救护车司机为西班牙共和政府效力。后来，他因负伤不得不返回英国。他回国后，鼓励南·格林前往西班牙填补他的空缺，作为交换，他支付她的子女的教育费用。战争经历促使他在回国后加入了大不列颠共产党，这一行为导致他一度被父亲剥夺了继承权。1946年，他作为共产党候选人当选赛伦赛斯特都市区议会议员。不久，他失去了议席。在1950年英国大选中，他作为共产党候选人竞选代表赛伦赛斯特和蒂克斯伯里选区的英国下议院议员，但仅得432票，未能当选。在这次竞选的过程中，他的反对者（这些人被海米·法根描述为法西斯分子）向他投掷腐烂的食物，并试图掀翻他的车。1959年，他以微弱差距输掉了一场乡村议会补选。此后，他与第三任妻子塔玛拉·克拉维茨前往苏联学习。1962年，他的父亲去世，他继承爵位成为第二代米尔福德男爵，并由此成为英国上议院议员。他曾打算放弃继承爵位，但大不列颠共产党总书记哈里·波立特劝他接受。从那时起，直到1991年大不列颠共产党解散，他是大不列颠共产党在英国议会的唯一一名议员。

## 婚姻
沃根·菲利普斯有过三段婚姻。
1928年，菲利普斯与小说家罗莎蒙德·莱曼结婚。1930年代末，莱曼与他分居并转投诗人塞西尔·戴-里维斯的怀抱。1944年，他们才正式离婚。他们有两个孩子：雨果（第三代米尔福德男爵）和莎拉。
同年，菲利普斯与克里斯蒂娜·卡萨提结婚，她是意大利艺术赞助人路易莎·卡萨提唯一的孩子，曾嫁给弗朗西斯·黑斯廷斯，第十六代亨廷顿伯爵。这对夫妇在格洛斯特郡经营一家新式农庄。1953年，克里斯蒂娜去世。
一年后，菲利普斯娶了塔玛拉·克拉维茨，她是《工人日报》编辑威廉·拉斯特的遗孀。婚后，这对夫妇搬到汉普斯特德居住，直到菲利普斯去世。